# Rață cu cioc galben
Rața cu cioc galben (Anas undulata) este o rață de 51-58 cm lungime, care se reproduce abundent în sudul și estul Africii. Această rață nu este migratoare, ci rătăcește în sezonul uscat pentru a găsi apele potrivite. Este foarte gregară în afara sezonului de reproducere și formează stoluri mari.

## Galerie

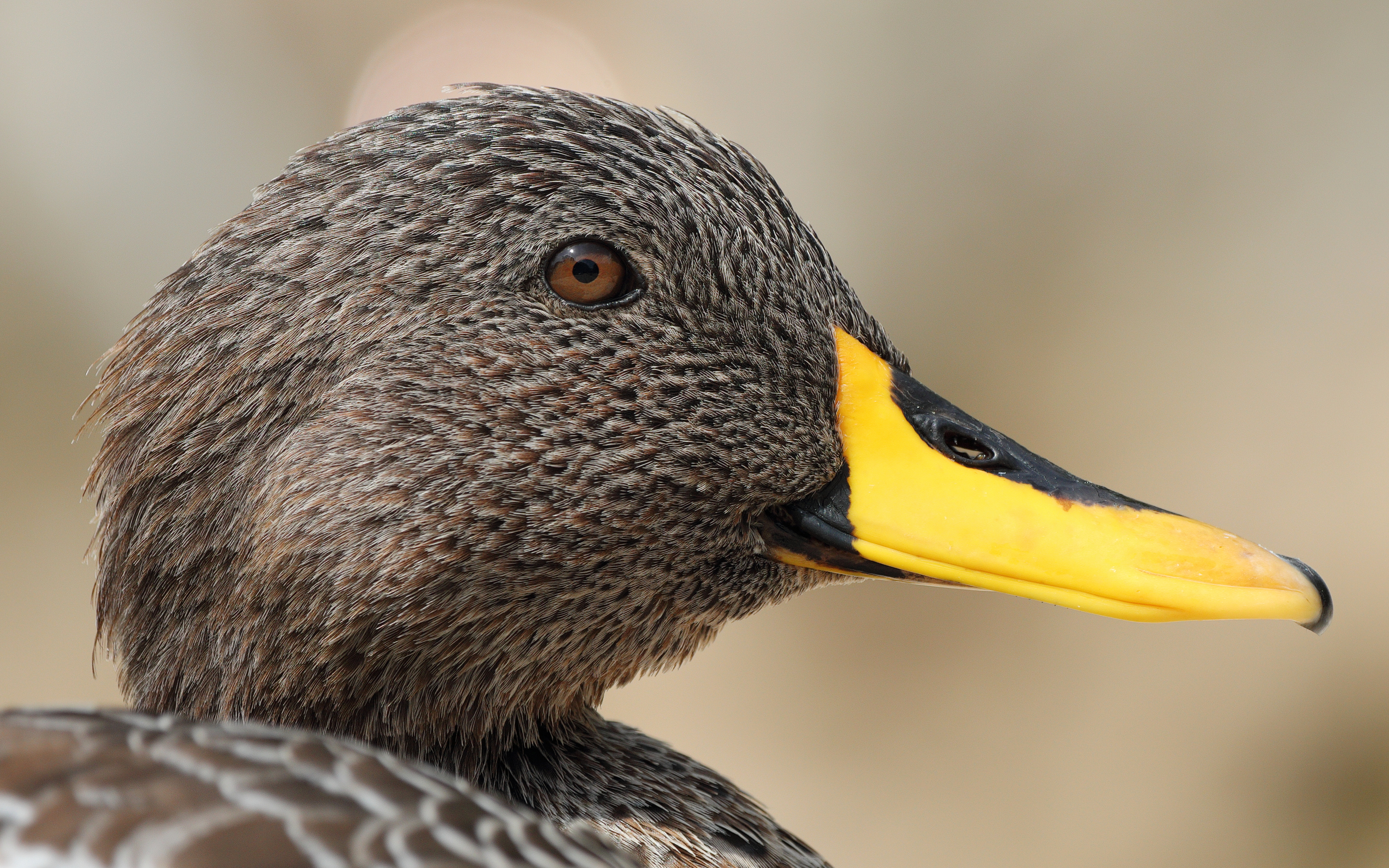
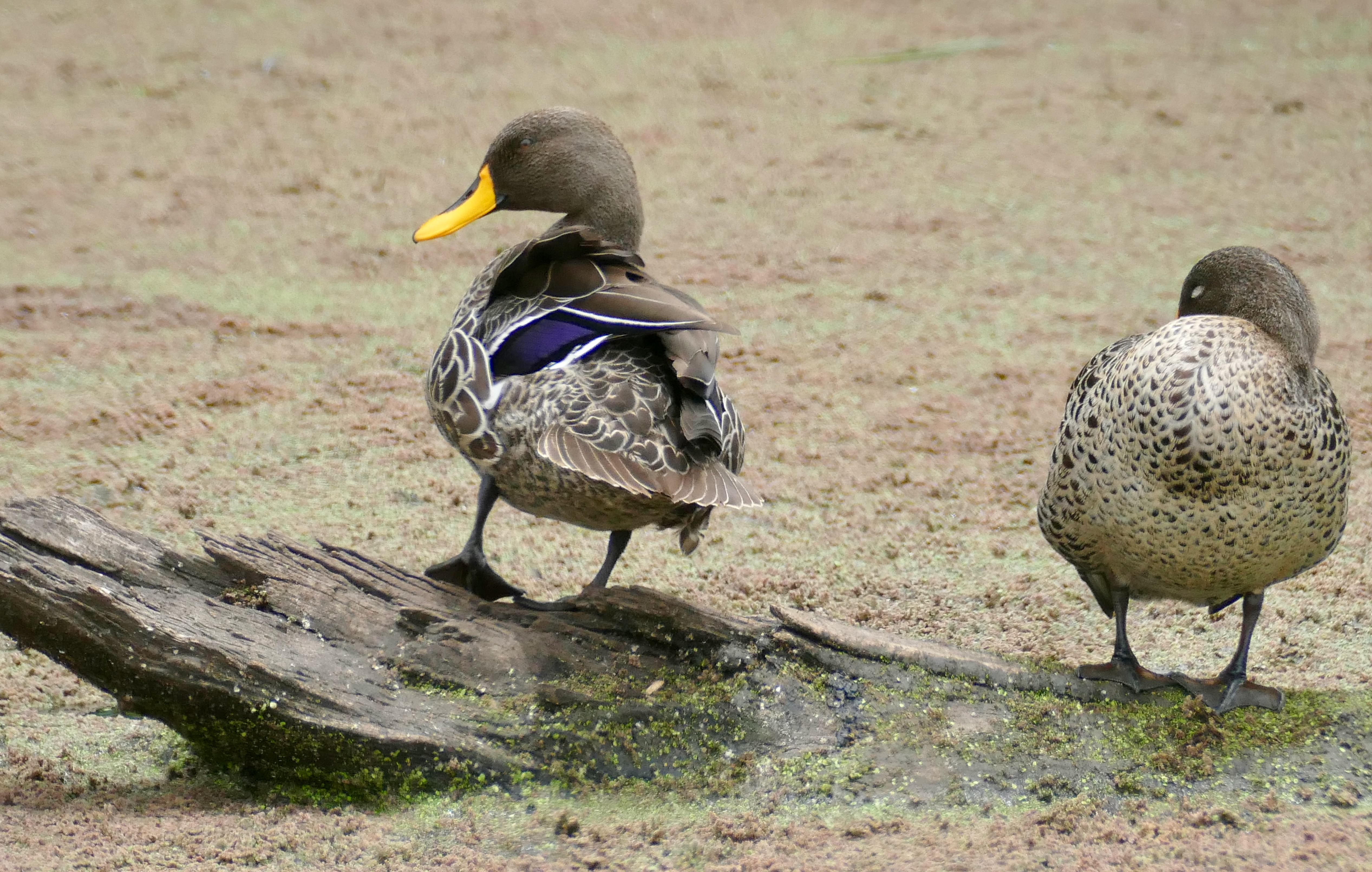
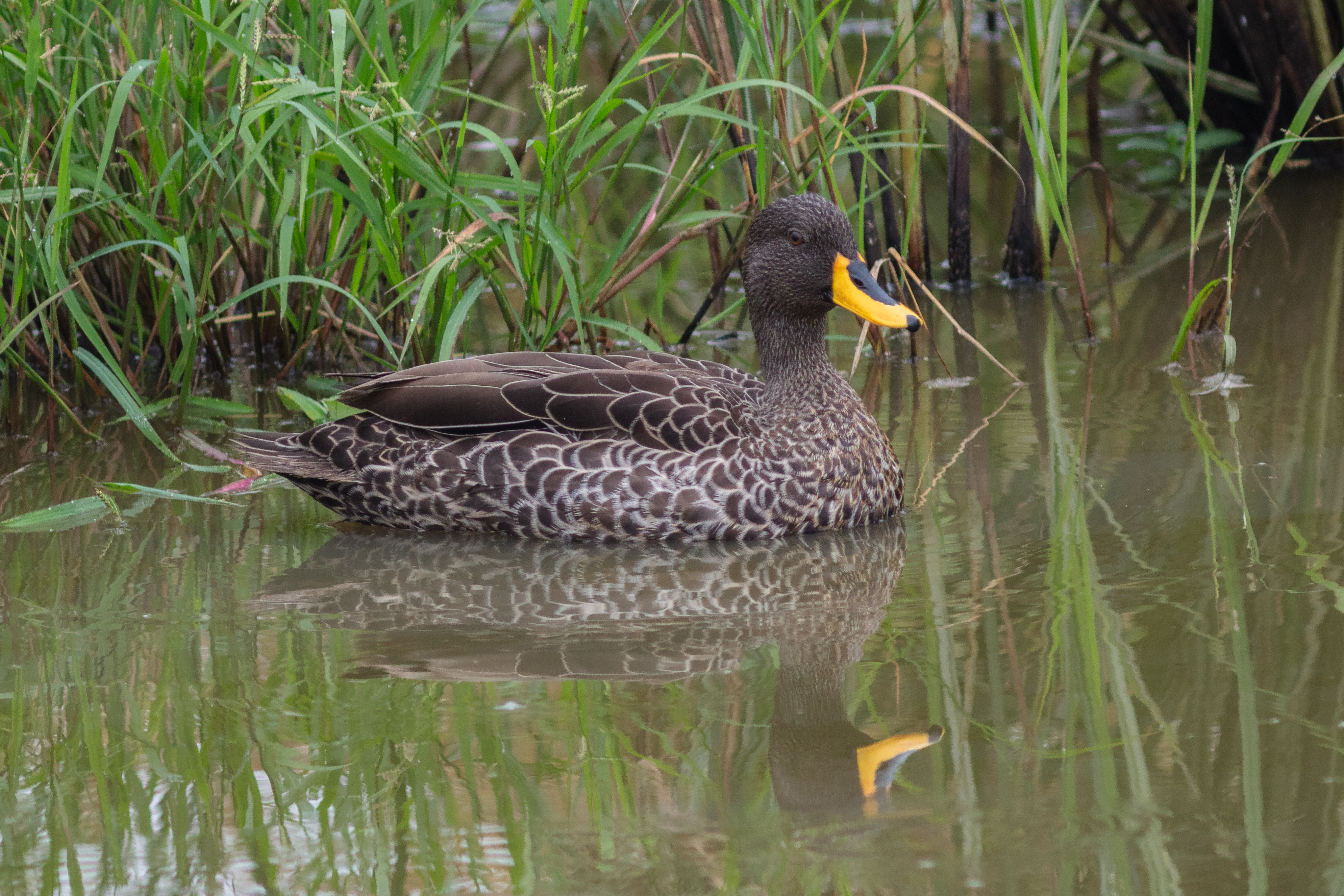
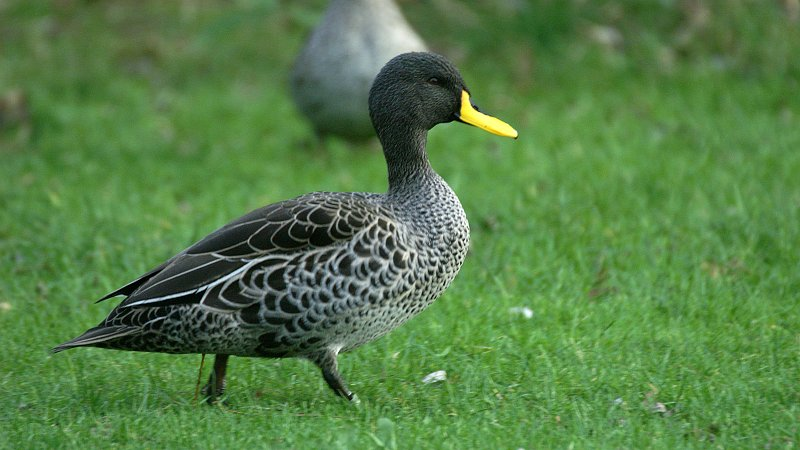
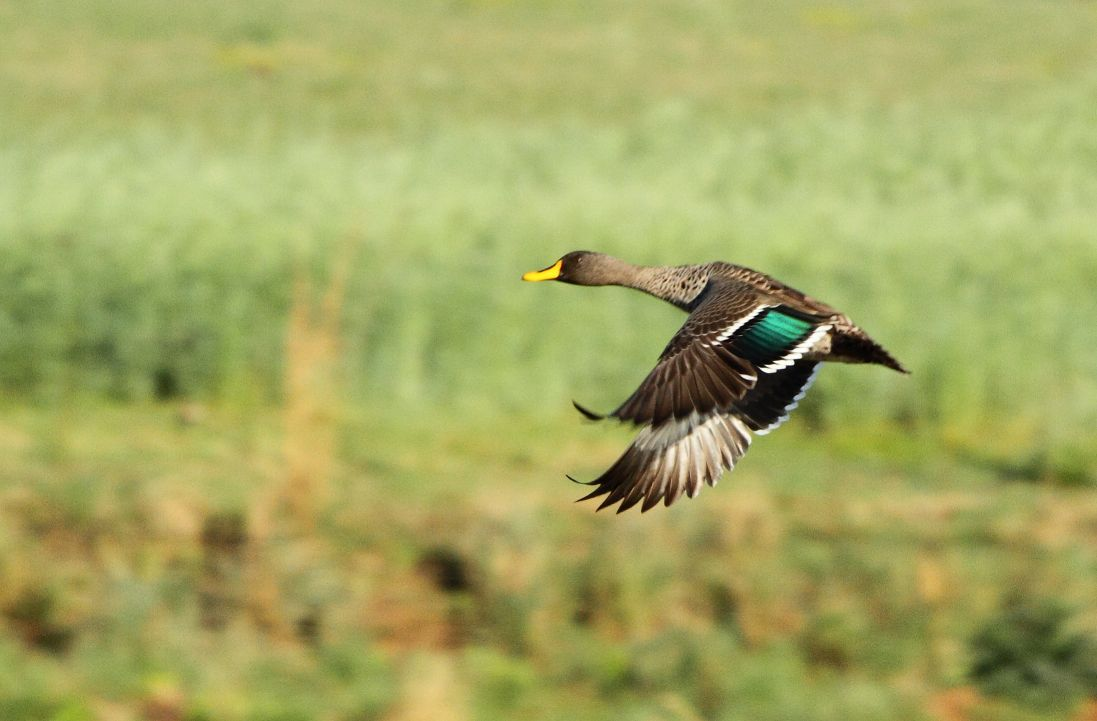
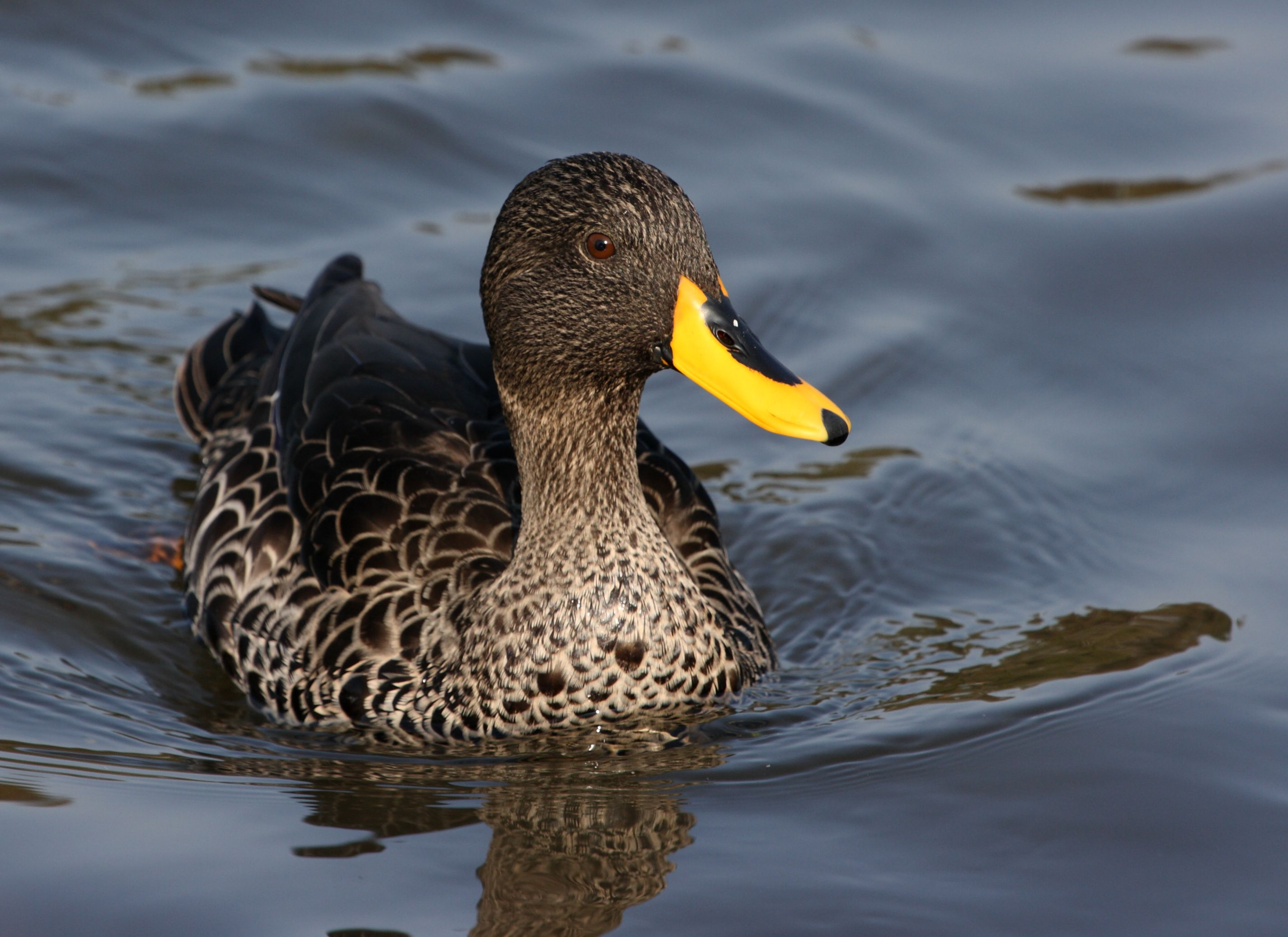